# Heteroonops castellus
Espèce
Synonymes
- Oonops castellus Chickering, 1972
- Oonops delegenus Chickering, 1972

Heteroonops castellus est une espèce d'araignées aranéomorphes de la famille des Oonopidae.

## Distribution
Cette espèce est endémique du banc de Porto Rico. Elle se rencontre à Porto Rico, à Saint John, à Saint Thomas et à Tortola,.

## Description
Le mâle holotype mesure 1,65 mm et la femelle paratype 1,87 mm
Le mâle décrit par Platnick et Dupérré en 2009 mesure 1,68 mm et la femelle 1,98 mm.

## Systématique et taxinomie
Cette espèce a été décrite sous le protonyme Oonops castellus par Chickering en 1972. Elle est placée dans le genre Heteroonops par Platnick et Dupérré en 2009 qui dans le même temps placent Oonops delegenus en synonymie..

## Publication originale
- Chickering, 1972 : « The genus Oonops (Araneae, Oonopidae) in Panama and the West Indies. Part 2. » Psyche, vol. 78, p. 203-214 (texte intégral).